# 良性発作性頭位めまい症
良性発作性頭位めまい症（りょうせいほっさせいとういめまいしょう、英: Benign paroxysmal positional vertigo：BPPV）は、耳石の異常により起こると考えられている末梢性めまいである。1921年にローベルト・バーラーニによって報告された。めまい専門外来で診る末梢性めまいの約40%を占めるという報告がある。性差では女性に多く、50代から60代が最も多いが、10代でも発症する。

## 定義（概念）
特定の頭位を取るか頭位を変換する（頭の向きを変える、寝た状態から起きあがる等）ことで数秒から十数秒（通常は1分未満）の回転性めまいを生じ、安静によって沈静化する特徴を持つ。沈静化後に再び頭位を変換することで回転性めまいや眼振が誘発される。しばしば嘔吐を伴う。蝸牛症状（難聴、耳鳴など）は見られない。

## 分類
- 後半規管型（主）
- 外側半規管型

## 原因
かつてはクプラ(cupula)への耳石の付着が原因と考えられていたが、半規管内での耳石の浮遊が原因と解明された。
耳石が剥がれ移動する原因として、
- 加齢[3]
- 耳の感染症[3]
- 頭部または耳のけが[3]
- 長期間の床上安静[3]
- 耳の手術[3]
- 他の内耳の病気（メニエール病など）[3]
- 内耳につながる動脈の閉塞[3]

重野ほか(2000)は、睡眠時にいつも同じ方向を向いて寝る習慣のある人は発症しやすいと報告した。

## 診断と鑑別診断
回転性めまいのうち「頭を動かしたときのみ起きる」「じっとしていると30秒以内で止まる」「何度も頭を動かしていると軽くなっていく」等の症状があれば、まずこれを疑う。
- Nylen-Barany試験でめまいが誘発され、持続時間が十数秒以内であるほか、蝸牛症状が存在しないことを確認すれば診断が確定する。
- Dix-HallPike test

患側を診断するために行う。患側が判明したら、このままEpley maneuverにうつり、治療する。
- 患者をベッドなどに座らせ、頭を患側として疑われる左右のいずれかに45度回旋させる。
- 患者の頚部の回旋を維持したまま患者を背臥位にして、眼振・めまいが誘発されれば陽性で、下になった側が患側。
- 症状がみられなければ、反対に回旋させて試す。
- 3つの質問で高い精度で診断できたという報告がある。

患者に(1)周囲あるいは自分が回転しているような感覚があったか、(2)めまいはほとんどの場合頭の動きに伴って生じたか、(3)めまいの持続時間は3分未満であったか、の3つについて質問した。3問すべてに「はい」と答えた患者の80%がBPPVと診断された（陽性適中度）。これらの質問いずれかに「いいえ」と答えた患者の94%はBPPVではなかった。（陰性適中度）この３つの質問による診断は、感度87%、特異度90%であった。
鑑別診断:
■前庭型めまい(振り返るとふわっ、くらっとする):
Vertigo mimic: 眼振が認められない/誘発されないもの～
持続性知覚性姿勢誘発めまい(persistent postural perceptual dizziness PPPD): 精神科疾患(不安 anxietyに伴う(心因性)身体症状症 somatic symptom disorder, SSD)との関連が指摘されている。
BPPVと精神科疾患(不安 anxiety)との関連も指摘されている。
  
BPPV mimic: 安静時に1方向性眼振がみられるもの(左側病変で右向き眼振を呈することが多い)～
末梢疾患: 前庭神経炎(Caloric試験での一側反応消失)(頻度が高い)、メニエール病(左記に加えaudiogramでの聴力低下)、聴神経腫瘍など。
中枢疾患(稀): 脳幹梗塞(Wallenberg症候群、橋下部外側症候群)など: 通常、前庭神経以外の症候を伴う(前庭神経炎の1/100程度)。
pure BPPV mimic: 安静時に眼振がみられず、頭位変換時に方向交代性(地面向き)眼振が誘発されるもの～
中枢疾患(稀): 小脳虫部梗塞・小脳/後頭蓋窩腫瘍で、pure BPPVを呈する場合がある(BPPVの1/1000程度)。脊髄小脳変性症(SCA6,31など)で、pure BPPVで発症し(小脳虫部症状)後から小脳性smooth pursuit異常/saccade異常/注視方向性眼振・小脳性構音障害・小脳性運動失調(小脳半球症状)が現れる場合がある。※末梢性BPPVと異なり、中枢性pure BPPV mimicでは視覚抑制試験での抑制visual suppressionが欠如している。

■循環不全型めまい(血の気が引いてふーっとする、立位の場合しゃがみ込みたくなる感じ、眼前暗黒、耳鳴、蒼白を伴う、閉眼していることが多い)
ストークス-アダムス(Stokes-Adams)発作 (洞不全症候群 sick sinus syndrome, 心原性失神 cardiogenic syncope):
起立性低血圧 (orthostatic hypotension): 
反射性失神（reflex syncope）(神経調節失神 neurally-mediated syncope, NMS; 血管迷走神経失神 vasovagal syncope, VVS): それぞれの項目を参照。
■めまいとの鑑別:
てんかん:痙攣を伴わない場合も少なくない(非痙攣性発作/焦点発作/複雑部分発作)。開眼して1点を見つめていることが多い。常同的で、1回の発作が5分程度のことが多い。発作中の脳波は100%てんかん異常波がみられる(抑制性のGABAergic neuronが発火し, 促進性のcholinergic neuronが抑制される)。一方、非発作時の脳波異常検出率(成人)は30%程度のため、脳波だけで診断することができず、目撃者の話が参考となる。
脳卒中:稀な視床前内側核の梗塞, クモ膜下出血で、失神のみをきたすことがあるが、一過性に繰り返す(TIA)ことはない。

## 治療
半規管内の浮遊物を卵形嚢に戻す浮遊耳石置換法（エプリー法）が有効な治療法である。また、めまいが起こる頭位を取れば改善していくので、安静は避ける。
漢方薬では苓桂朮甘湯、五苓散などが用いられる。

## 予後
良い。

## 診療科
耳鼻咽喉科・精神科